# Німецька окупація Києва

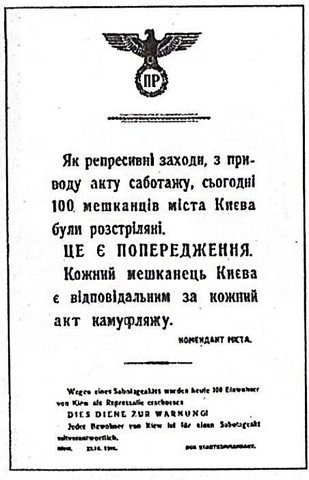

Німецька окупація Києва під час Другої світової війни тривала понад 2 роки в період між 19 вересня 1941 року та 6 листопада 1943 року. Київ був центром однойменної Генеральної округи в межах Райхскомісаріату Україна. Значна частина киян не евакуювалася перед відступом Червоної армії, сподіваючись на подібне до німецької окупації 1918 року ставлення німців. На перших порах місцеві активісти намагалися створювати культурні та освітні установи. Проте надалі мешканці стикнулися з жорстокими каральними заходами, голодом, приниженням від окупантів. Чимало киян були вбиті в Бабиному Яру та інших місцях масових репресій. Багато молоді було вивезено на примусові роботи до Німеччини. Попри це, чимало киян евакуювалися з німецькими військами перед наближенням Червоної армії, побоюючись репресій вже збоку радянських органів держбезпеки. Місто також зазнало руйнувань внаслідок бомбардувань німецькими, а потім радянськими військами, а також внаслідок підриву замінованих радянськими диверсантами будівель.

## Передумови

### Початок німецько-радянської війни
22 червня німецька армія перейшла кордон СРСР. У передсвітанковий час німецька авіація бомбила радянські міста, зокрема й Київ. Фронт швидко просувався убік Києва. Керівництво УРСР оголосило про евакуацію київських підприємств, працівників керівних, наукових, освітніх, культурних установ на схід, у центральні райони СРСР.
У липні НКВС провів масові арешти «підозрілих» мешканців за списками. Переважна більшість їх були розстріляні пізніше.

### Битва за Київ
Між 7 липня та 26 вересня розгорталася битва за Київ. 9 липня німецький 3-й моторизований корпус захопив Житомир і почав наступ на Київ по Житомирському шосе. Київ захищали війська Південно-Західного фронту, зокрема радянські 5-та, 6-та, 28-ма армії. Також у серпні були додатково створені 37-а, 38-а й 40-а армії. У серпні йшли бої за Київський укріплений район. Але вже на початку вересня німецькі сили оточили київське угруповання радянських військ, захопивши на півночі Новгород-Сіверський, а на півдні форсувавши Дніпро поблизу Кременчука. 14 вересня німці підійшли до Лохвиці та Лубнів, а 15 вересня кільце зімкнулося.

### Відступ Червоної армії
Увечері 17 вересня командувач обороною Києва Михайло Кирпонос віддав наказ залишити Київ. 18 вересня такий же наказ надійшов від Ставки Головного командування в Москві. Однак обидва накази виконати було вже неможливо, оскільки система керування військами була порушена.
Радянські війська відступили на лівий берег 18 вересня. За собою вони підірвали всі мости через Дніпро, а саме Наводницький міст і міст імені Євгенії Бош

## Початок окупації

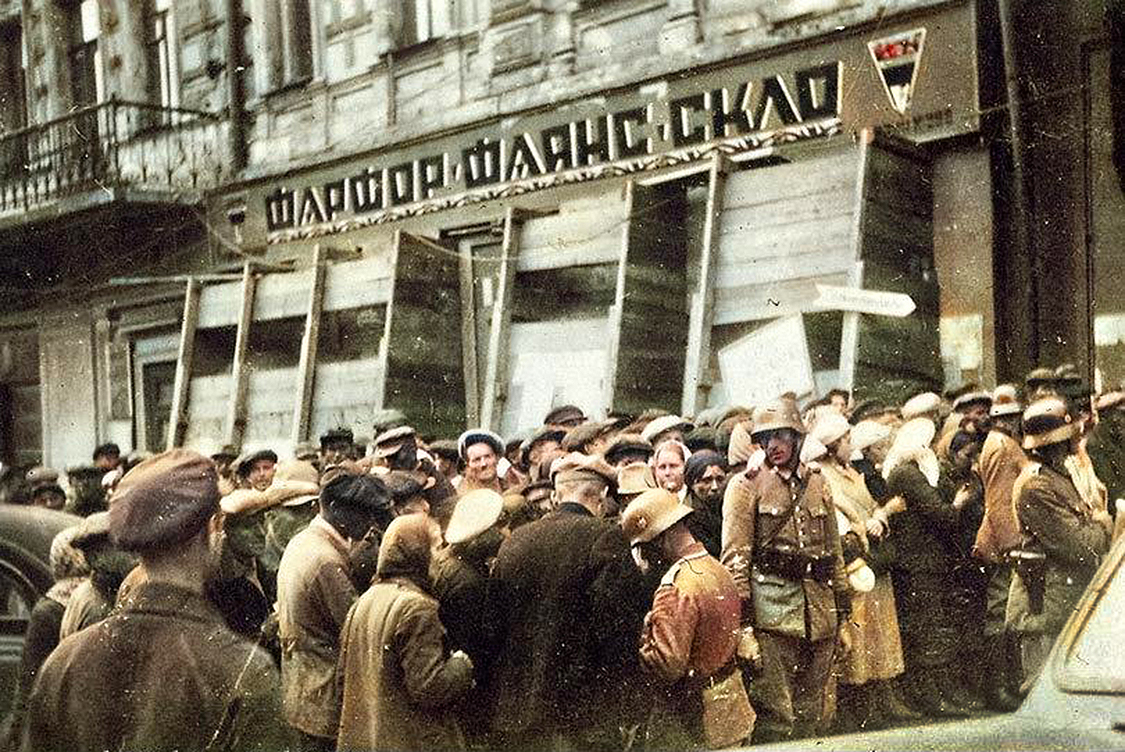
21.09.1941. Черга на реєстрацію у комендатурі, яку розмістили на першому поверсі будинку № 30/1 на Хрещатику в фоє кінотеатру «Спартак»

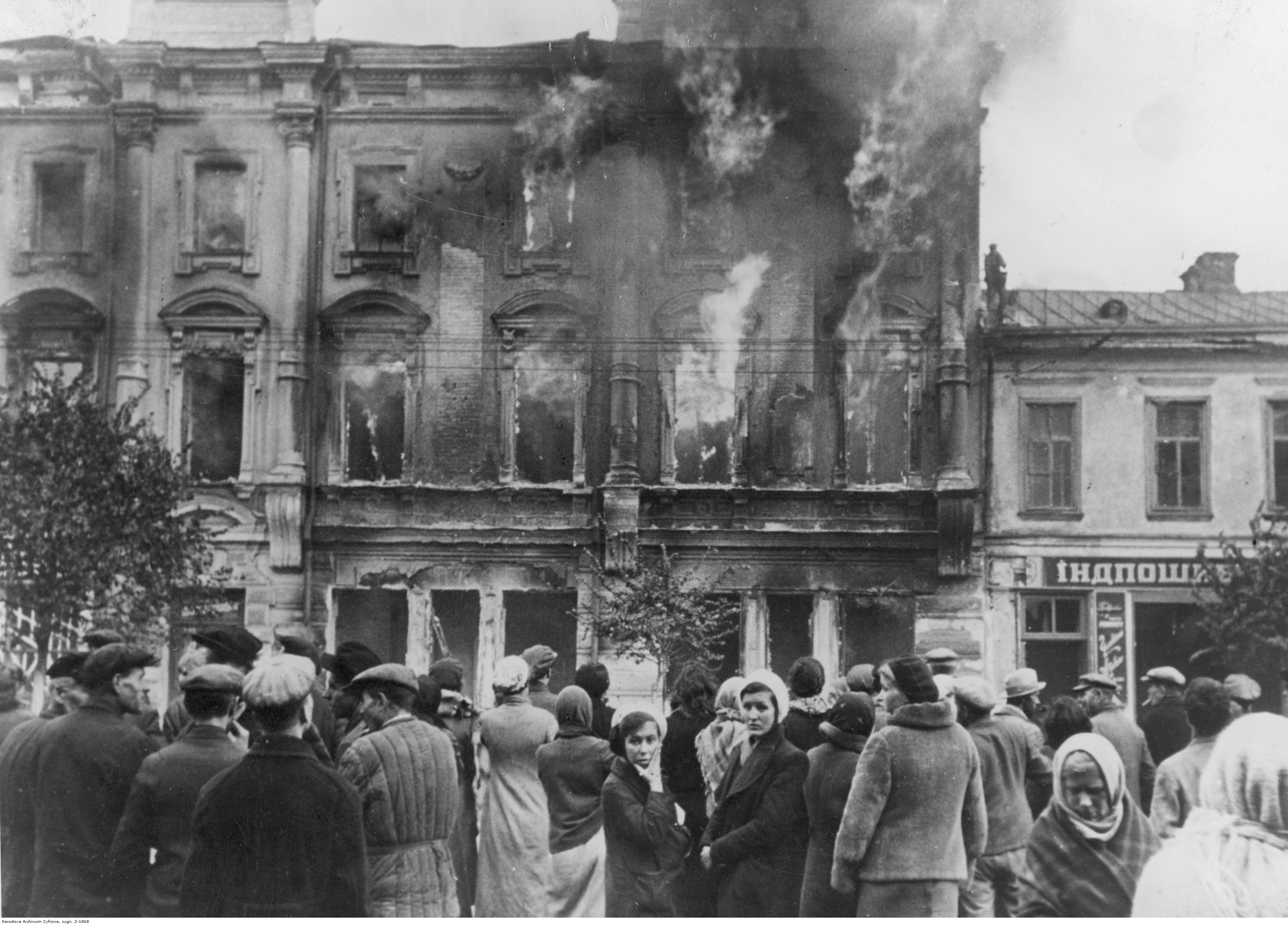
Пожежа в Києві, вересень 1941

19 вересня німецькі частини зайшли в Київ з північного заходу та півдня. У Києві з 930 тисяч населення лишилося близько 400 тисяч. При цьому 200 тисяч були мобілізовані до армії, а понад 300 тисяч евакуйовані вглиб СРСР.
Німців зустрічали загалом привітно та спокійно. Одразу мешканцям було наказано здати радіоприймачі. Проте в місті залишалися радянські партизани. У перші дні німцям вдалося розмінувати будівлі Оперного театру, Верховної Ради, НКВС тощо, але 24 вересня були підірвані будівлі на Хрещатику та сусідніх вулицях, куди заселилися німецькі офіцери. Німці відповіли каральними акціями: за першу диверсію були розстріляні 100 цивільних заручників, за другу — 200 заручників, далі 300 й 400.

## Бабин яр
27 вересня в урочищі Бабин яр розстріляли понад 700 пацієнтів Київської психіатричної лікарні. 29 і 30 вересня там же вбили понад 33 тисячі євреїв, яких зобов'язали туди прибути під страхом смерті. Надалі там вбивали українських націоналістів та активістів, військовополонених, злочинців тощо — загалом понад 100 тисяч жертв окупаційної влади.

## Окупаційна адміністрація

### Київський ґебіткомісаріат

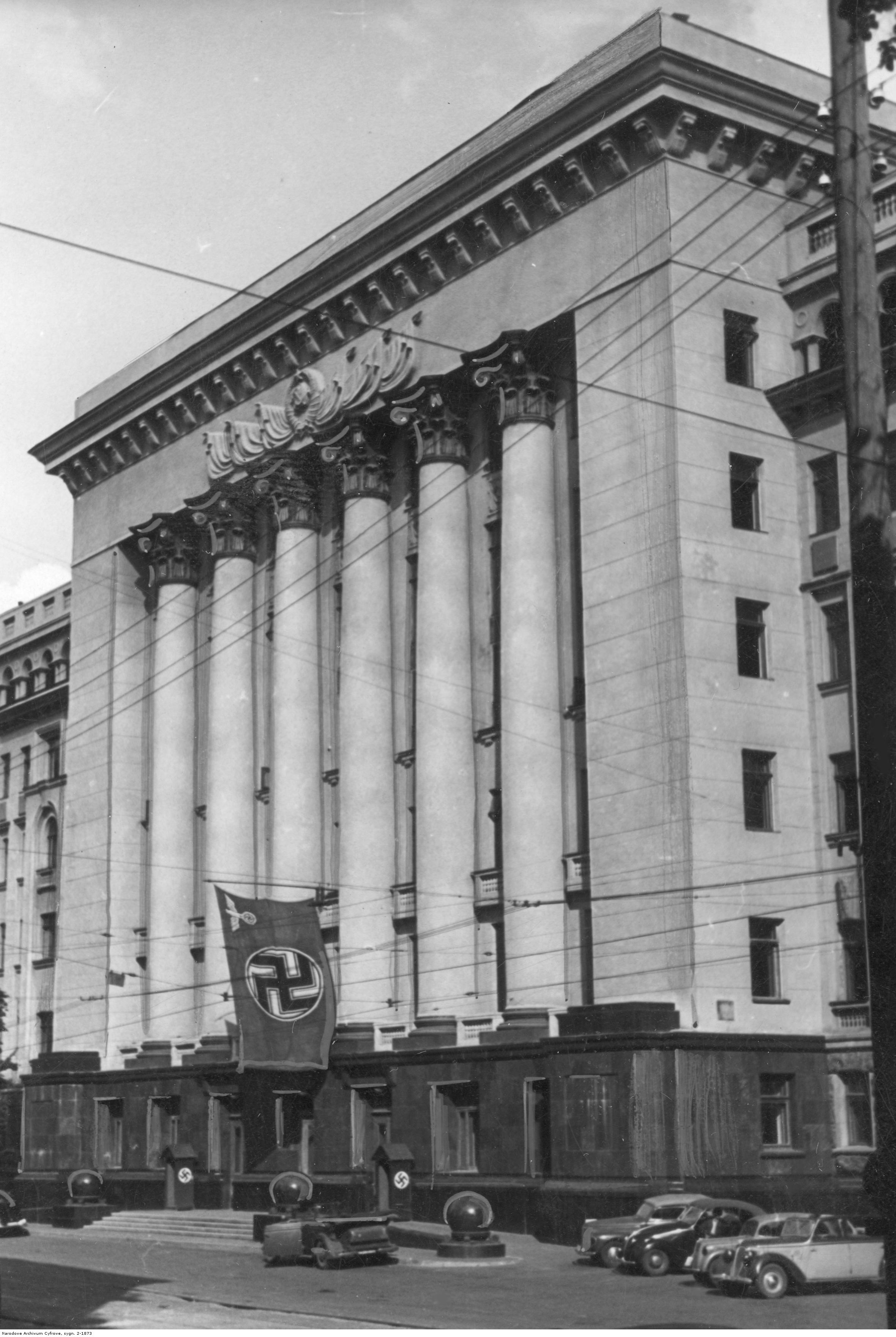
Генеральний комісаріат Київської округи

Міський ґебіткомісаріат був створений 20 жовтня 1941 року та проіснував до завершення окупації 6 листопада 1943 року. Весь цей час ґебіткомісаром був Гельмут Віль.
Окрім міського ґебіткомісаріату в Києві розташовувалися сільський комісаріат та комісаріат Київської генеральної округи.

### Київська міська управа
Київська міська управа була організована за погодженням з окупаційною адміністрацією вже 21-22 вересня. Першу міську управу очолив професор Олександр Оглоблин, його заступником був Володимир Багазій. Були створені відділ культури на чолі зі скульптором Іваном Кавалерідзе, відділ освіти, що його очолив доцент КПІ Іван Солодовник (за іншими даними відділ культури й освіти очолював Кость Штепа).
Оглоблин був знятий з посади німцями вже в жовтні. Багазій очолював управу з жовтня 1941 по лютий 1942 року, по тому заарештований та пізніше розстріляний. Третім і останнім головою управи був Леонтій Форостівський.

## Відновлення та створення інституцій на початку окупації
Усі українські організації під егідою похідних груп ОУН об'єдналися в Українську національну раду.
Була створена Спілка художників та архітекторів на чолі з професором Федором Кричевським, а також Спілка письменників на чолі з Оленою Телігою.
Була здійснена спроба відновити Українську академію наук. У жовтні 1941 року було організовано нову президію, на чолі якої став академік Володимир Плотников. Також були призначені директори 21 інституту, серед яких Інституту ботаніки — Євген Бордзиловський, Інституту зоології — Микола Шарлемань, Інституту гідробіології — Дмитро Белінг, Інституту біохімії — Сергій Євгенович Боржковський, Інституту історії — Микола Андрусяк, Інституту технічної механіки — Петро Буштедт, Інституту економіки, статистики та географії — Микола Величківський, Інституту мовознавства — Петро Горецький, Інституту мінеральної сировини — Борис Лисін, Інституту літератури та фольклору — Михайло Марковський, Інститут археології — Наталія Полонська-Василенко, Інститут гірничої справи — Костянтин Понько, Інститут гідрології — Микола Терпугов, Інститут математики — Володимир Чудінов, Інститут органічної хімії та технології - Володимир Шапошников, Інститут геології - Михайло Шматько. Після обстеження наявних ресурсів комісією міської управи в грудні 1941 року, у місті було виявлено 150 співробітників АН УРСР.
Велике значення окупаційна влада приділяла й сільському господарству, оскільки німці мали уявлення про високий рівень аграрної науки на теренах радянської України. Тому вже на початок 1942 року в Києві відновили свою роботу 11 сільськогосподарських інститутів. Серед них був Інститут ґрунтознавства, живлення рослин та агротехніки на чолі з Григорієм Маховим, Інститут садівництва й городництва на чолі з Аполінарієм Піонтковським, Інститут селекції на чолі з В'ячеславом Савицьким.

### Освітні заклади
Першим з вищих навчальних закладів було відкрито Київський сільськогосподарський інститут. Він працював найдовше, а в листопаді 1942 року там налічувалося 338 студентів. Також у жовтні за клопотанням міської управи та УНРади відкрився Київський університет. Заплановано було відновлення роботи Київського політехнічного інституту, проте воно так і не відбулося. У грудні 1941 року відкрилася Академія музичних і драматичних мистецтв.
Навчання в Київському ветеринарному інституті відновилося у вересні 1942 року за наказом ветеринарного відділу Київського генерального комісаріату. Директором був призначений Олександр Корсунський. Розпочали працювати перший і другий курс. Також на базі ветеринарного інституту 1943 року було створено ветеринарний НДІ, який очолили професор Антон Штосс з Мюнхенського університету та професор Олександр Корсунський.
Перед взяттям Києва радянськими військами інститут перевезли в жовтні 1943 року до Кам'янця-Подільського, де він залишався 3 місяці. У січні 1944 його вивезли до Мюнхена, а наукову частину — до Кенігсберга.

### Медичні заклади
У галузі медицини УНРада створила «Товариство друзів швидкої медичної допомоги», було відновлено діяльність Київського туберкульозного інституту (директор Василь Плющ), Київського рентгенологічного інституту (директор — О. Бобрецька), Ортопедичного інституту, 1-ї Київської фельдшерсько-акушерської школи, створено Київський інститут клінічної хірургії та Українську лікарську палату. Запрацював Український Червоний Хрест.
За цих умов, попри плани нацистської адміністрації заборонити заклади вищої освіти для українців, патологоанатом Борис Кучеренко та хірург Олексій Лазуренко звернулися до окупаційної влади з клопотанням про відкриття а медичного інституту. Через загрозу поширення епідемій, німці погодилися на його відкриття. Директором став Лазуренко, його заступниками — Борис Кучеренко та Михайло Венцківський. У жовтні 1941 року розпочали навчання студенти 4-го та 5-го курсу, у січні 1942 року — 2-го та 3-го курсу, сумарне число студентів досягло 556. 1 лютого 1942 року розпочалися приймальні екзамени на перший курс. Відкрито було лікувальний, стоматологічний та фармацевтичний факультети
У місті залишилося чимало лікарів, близько 1000 їх зареєструвалися за вимогою окупаційної влади станом на березень 1942 року. У жовтні 1941 року відбулися збори київських лікарів на вимогу окупаційної адміністрації. На зборах були присутні Марко Нещадименко, Сингалевич, гінеколог Подушко, головував Анатолій Зюков.

### Згортання діяльності установ
Проте окупаційну владу не цікавило відновлення українського культурного й наукового життя. Невдовзі всі ініціативи були придушені, а їхні лідери заарештовані або страчені.
Так, уже в березні-квітні 1942 року розпочалися нацистські репресії проти Київського медичного інституту. Лазуренко й Кучеренко були заарештовані, а пізніше розстріляні. Директором медінституту у квітні став Р. Скуренко. Випускні екзамени відбулися в червні-липні, дипломи отримали 90 випускників. У серпні відбулися приймальні іспити, загальне число студентів досягло 750 осіб. Утім 1 листопада 1942 року Київський медінститут був закритий німецькою адміністрацією. На його місці мав бути створений «Полімедикум», який, імовірно, був лише підставою для виловлення студентів і відправлення їх на роботи до Німеччини. Також 1 серпня 1942 року була закрита фельдшерська школа, а її випускники та викладачі були відправлені до Німеччини.

## Політика окупаційної влади щодо населення

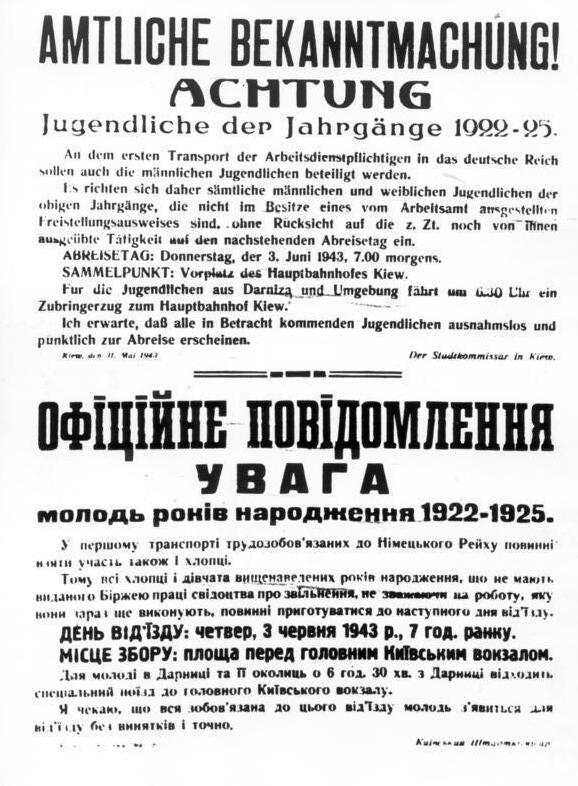
Оголошення про примусове вивезення до Німеччини молоді 22-25 років (1943)

У липні 1942 року було проведено перепис населення Києва, який виявив понад 350 тисяч мешканців, переважну більшість дорослих складали жінки.
З другої половини 1942 року та до кінця окупації німецька адміністрація виловлювала молодих людей та примусово під страхом страти відправляли їх на роботи до Німеччини.

### Концентраційні табори
Під час окупації на східній та західній околицях Києва нацисти створили відповідно Дарницький та Сирецький концентраційні табори. Спочатку вони призначалися тільки для військовополонених Червоної армії. Попри погані умови утримання в Дарницькому таборі, зокрема майже повну відсутність харчування, німці дозволяли родичам забирати полонених додому.

## Втрата Києва німцями
Після Курської битви влітку 1943 німецький фронт почав руйнуватися. Німці намагалися відновити його, створивши Східний вал — серію укріплень, що тягнулися від Чудського озера до Чорного моря, включно з західним берегом Дніпра та Києвом. Уже в жовтні Червона армія вийшла на лівий берег Дніпра та створила два невеликих плацдарми на північ і південь від Києва — Лютізький та Букринський відповідно. 3 листопада почалося масове форсування Дніпра поблизу Лютізького плацдарму, що змусило німецьку 4-ту танкову армію відступати. З огляду на ризик потрапити в оточення з півночі та заходу, німецький гарнізон залишив Київ 4 листопада. Уже 5-го листопада на околиці міста ввійшли радянські частини, а 6-го — вже повністю контролювали місто.
Перед відступом німці вивели з Києва чимало культурних цінностей, майна наукових інституцій, бібліотек тощо. Також вони евакуювали співробітників окупаційних установ, яких вважали цінними.
Чимало будівель, особливо в середмісті, були заміновані. Також деякі були підпалені.